# Estação Luzuriaga
A Estação Luzuriaga é uma das estações do Metrotranvía de Mendoza, situada no distrito de Luzuriaga, entre o Parador 9 de Julio e o Parador Piedrabuena. Administrada pela Empresa Provincial de Transporte de Mendoza (EPTM), faz parte da Linha Verde.
Foi inaugurada em 28 de fevereiro de 2012. Localiza-se no cruzamento da Rua Irigoyen H. com a Rua Adolfo Villanueva. Atende os seguintes bairros: Don Octavio, Lago del Torreon e Portal de Cuyo.